# Campionati europei di nuoto 2010 - 200 metri rana femminili
Le qualifiche per la semifinale si sono svolte la mattina del 12 agosto 2010, mentre la semifinale si è svolta la sera dello stesso giorno. La finale, invece, si è svolta la sera del 13 agosto 2010.

## Medaglie
| Posizione | Atleta                | Paese     |
| --------- | --------------------- | --------- |
| Oro       | Anastasia Chaun       | Russia    |
| Argento   | Sara Nordenstam       | Norvegia  |
| Bronzo    | Rikke Møller Pedersen | Danimarca |

## Record
Prima della manifestazione il record del mondo (RM), il record europeo (EU) e il record dei campionati (RC) erano i seguenti.
| Record mondiale       | 2'20"12 | Annamay Pierse Canada | 30 luglio 2009 Roma, Italia          |
| Record europeo        | 2'21"62 | Nađa Higl Serbia      | 31 luglio 2009 Roma, Italia          |
| Record dei campionati | 2'24"09 | Julija Efimova Russia | 22 marzo 2008 Eindhoven, Paesi Bassi |

Durante la competizione sono stati migliorati i seguenti record:
| Data      | Evento | Atleta          | Nazione | Tempo   | Record                |
| --------- | ------ | --------------- | ------- | ------- | --------------------- |
| 13 agosto | Finale | Anastasia Chaun | Russia  | 2'23"50 | Record dei campionati |

## Risultati batterie
Sono ammesse alla semifinale solo due atlete per nazione.
| Pos. | Atleta                  | Nazionalità | Tempo       | Batteria    | Corsia      | Note        |
| ---- | ----------------------- | ----------- | ----------- | ----------- | ----------- | ----------- |
| 1    | Rikke Møller Pedersen   | Danimarca   | 2:26.43     | 5           | 4           |             |
| 2    | Sara Nordenstam         | Norvegia    | 2:26.97     | 5           | 3           |             |
| 3    | Stacey Tadd             | Regno Unito | 2:27.99     | 4           | 6           |             |
| 4    | Anastasia Chaun         | Russia      | 2:28.31     | 3           | 4           |             |
| 5    | Nađa Higl               | Serbia      | 2:28.59     | 4           | 5           |             |
| 6    | Tanja Smid              | Slovenia    | 2:29.52     | 4           | 3           |             |
| 7    | Chiara Boggiatto        | Italia      | 2:29.69     | 3           | 3           |             |
| 8    | Alena Alekseeva         | Russia      | 2:29.83     | 3           | 5           |             |
| 9    | Agnieszka Ostrowska     | Polonia     | 2:30.32     | 3           | 2           |             |
| 10   | Fanny Lecluyse          | Belgio      | 2:30.60     | 4           | 7           |             |
| 11   | Joline Hoestman         | Svezia      | 2:31.05     | 4           | 4           |             |
| 12   | Paulina Zachoszcz       | Polonia     | 2:31.30     | 3           | 6           |             |
| 13   | Marina Garcia Urzainqui | Spagna      | 2:31.31     | 5           | 5           |             |
| 14   | Petra Chocová           | Rep. Ceca   | 2:32.46     | 3           | 1           |             |
| 15   | Ganna Dzerkal'          | Ucraina     | 2:32.70     | 4           | 1           |             |
| 16   | Hannah Miley            | Regno Unito | 2:33.24     | 5           | 2           |             |
| 17   | Sandra Swierczewska     | Austria     | 2:33.35     | 3           | 7           |             |
| 18   | Angeliki Exarchou       | Grecia      | 2:33.75     | 4           | 2           |             |
| 19   | Michela Guzzetti        | Italia      | 2:33.98     | 5           | 6           |             |
| 20   | Jovana Bogdanovic       | Serbia      | 2:34.23     | 2           | 4           |             |
| 21   | Zuzana Mimovicova       | Slovacchia  | 2:34.76     | 5           | 1           |             |
| 22   | Anastasia Korotkov      | Israele     | 2:35.74     | 2           | 5           |             |
| 23   | Helena Pikhartova       | Rep. Ceca   | 2:35.83     | 2           | 2           |             |
| 24   | Katalin Bor             | Ungheria    | 2:36.89     | 1           | 3           |             |
| 25   | Raminta Dvarishkyte     | Lituania    | 2:36.92     | 2           | 7           |             |
| 26   | Yuliya Banach           | Israele     | 2:37.09     | 4           | 8           |             |
| 27   | Eszter Bucz             | Ungheria    | 2:37.11     | 1           | 6           |             |
| 28   | Reka Kovacs             | Ungheria    | 2:37.35     | 2           | 1           |             |
| 29   | Uschi Halbreiner        | Austria     | 2:37.84     | 2           | 8           |             |
| 30   | Borbala Boszormenyi     | Ungheria    | 2:38.02     | 2           | 6           |             |
| 31   | Buse Guenaydin          | Turchia     | 2:38.67     | 2           | 3           |             |
| 32   | Karen Vapper            | Estonia     | 2:39.72     | 1           | 5           |             |
|      | Jennie Johansson        | Svezia      | non partita | non partita | non partita | non partita |
|      | Louise Jansen           | Danimarca   | non partita | non partita | non partita | non partita |
|      | Elise Matthysen         | Belgio      | non partita | non partita | non partita | non partita |
|      | Grainne Murphy          | Irlanda     | non partita | non partita | non partita | non partita |

## Semifinali
| Pos. | Atleta                  | Nazionalità | Batteria | Corsia | Tempo   | Note |
| ---- | ----------------------- | ----------- | -------- | ------ | ------- | ---- |
| 1    | Anastasia Chaun         | Russia      | 1        | 5      | 2:25.66 |      |
| 2    | Rikke Møller Pedersen   | Danimarca   | 2        | 4      | 2:26.08 |      |
| 3    | Sara Nordenstam         | Norvegia    | 1        | 4      | 2:26.14 |      |
| 4    | Joline Hoestman         | Svezia      | 2        | 7      | 2:27.29 |      |
| 5    | Chiara Boggiatto        | Italia      | 2        | 6      | 2:27.98 |      |
| 6    | Stacey Tadd             | Regno Unito | 2        | 5      | 2:28.11 |      |
| 7    | Tanja Smid              | Slovenia    | 1        | 3      | 2:28.21 |      |
| 8    | Nađa Higl               | Serbia      | 2        | 3      | 2:28.28 |      |
| 9    | Alena Alekseeva         | Russia      | 1        | 6      | 2:28.83 |      |
| 10   | Marina Garcia Urzainqui | Spagna      | 2        | 1      | 2:29.32 |      |
| 11   | Fanny Lecluyse          | Belgio      | 1        | 2      | 2:29.58 |      |
| 12   | Paulina Zachoszcz       | Polonia     | 1        | 7      | 2:31.11 |      |
| 13   | Agnieszka Ostrowska     | Polonia     | 2        | 2      | 2:31.37 |      |
| 14   | Petra Chocová           | Rep. Ceca   | 1        | 1      | 2:31.83 |      |
| 15   | Ganna Dzerkal'          | Ucraina     | 2        | 8      | 2:32.41 |      |
| 16   | Sandra Swierczewska     | Austria     | 1        | 8      | 2:32.76 |      |

## Finale
| Pos. | Atleta                | Nazionalità | Corsia | Tempo   | Note                  |
| ---- | --------------------- | ----------- | ------ | ------- | --------------------- |
|      | Anastasia Chaun       | Russia      | 4      | 2:23.50 | Record dei campionati |
|      | Sara Nordenstam       | Norvegia    | 3      | 2:24.42 |                       |
|      | Rikke Møller Pedersen | Danimarca   | 5      | 2:24.99 |                       |
| 4    | Joline Hoestman       | Svezia      | 6      | 2:26.00 |                       |
| 5    | Tanja Smid            | Slovenia    | 1      | 2:27.73 |                       |
| 6    | Chiara Boggiatto      | Italia      | 2      | 2:28.61 |                       |
| 7    | Stacey Tadd           | Regno Unito | 7      | 2:28.64 |                       |
| 8    | Nađa Higl             | Serbia      | 8      | 2:29.60 |                       |